# حزب الوحدة داهوميان
حزب الوحدة داهوميان (بالفرنسية: Parti Dahoméen de l'Unité)‏ كان حزبًا سياسيًا في جمهورية داهومي.

## التاريخ
تأسس الحزب في عام 1960 من خلال اندماج حزب داهومي الجمهوري بقيادة سورو ميغان أبيثي، وتجمع داهوميان الديمقراطي بقيادة هوبير ماغا وحركة التحرير الوطني بقيادة جان بلييا وألبرت تيفودجري. كان الحزب الجمهوري وحزب التجمع قد اندمجوا سابقًا في عام 1958 لتشكيل حزب داهوميان التقدمي، لكنهما انفصلا في العام التالي. أصبح شابي ماما الأمين العام الجديد للحزب.
التغييرات في النظام الانتخابي التي أجراها ماغا سمحت للحزب بالفوز بجميع المقاعد الستين في انتخابات داهوميان البرلمانية، 1960. في العام التالي، تم حظر حزب المعارضة الرئيسي، اتحاد داهوميان الديمقراطي، وسجن زعيمه جوستين أهوماديغي-توميتين. نتيجة لذلك، أصبح الحزب الطرف القانوني الوحيد في البلاد.
تم حل الحزب في عام 1963 بعد الإطاحة بهوبير ماغا في انقلاب، وتم تشكيل حزب جديد، حزب داهوميان الديمقراطي، من قبل أبيثي وجوستين أهوماديغي-توميتين.